# 四碲代钒酸亚铜
四碲代钒酸亚铜是一种无机化合物，化学式为Cu3VTe4，其中铜为+1价，可由铜、钒、碲在600~800 °C反应得到。它属立方晶系，晶胞参数a=5.95，带隙0.592（PBE）、0.769（mBJ）。基于第一原理声子计算，该化合物在热力学上是稳定的。